# Shraga Weinberg
Shraga Weinberg (en hebreo: שרגא ויינברג‎) (25 de marzo de 1966) es un jugador israelí de tenis en silla de ruedas.

## Biografía
Shraga nació en 1966, paralizado en su parte superior del cuerpo. También sufre de densidad ósea anomalías, que le hizo pasar por muchas cirugías en sus primeros años de vida. Para su recreación y rehabilitación, empezó a practicar deporte para discapacitados en el "Centro de Deportes de Israel para Personas con Discapacidad". Weinberg trabaja como contador, por lo que le es complicado para él la práctica continua del deporte a alto nivel. 

## Trayectoria
Entre los años 1999 y 2004 fue Campeón Nacional de Israel. En el año 2001 Weinberg estaba clasificado número 1 en el ranking mundial de tenis en silla de ruedas en individual y en el 2003 nuevamente número 1, pero en el ranking de dobles. En el año 2004 participó de los Juegos Paralímpicos de Atenas en el campeonato de individuales, donde llegó hasta los cuartos de final.
Por causa de sus ocupaciones, en 2007 solo participó en tres torneos internacionales. Sin embargo, continuó clasificado entre los mejores 10 jugadores del mundo, lo que le permitió clasificarse para la Juegos Paralímpicos de Pekín 2008. En esos juegos, se llevó la plata en el dobles, junto a Boaz Kremer. También compitió en individuales, pero perdió en los cuartos de final ante el eventual medallista de bronce David Wagner, de los Estados Unidos. En 2008 ocupó el 8º puesto en el ranking mundial de tenis en silla de ruedas.
En los Juegos Paralímpicos de Londres 2012, Weinberg y su compañero de juego, Noam Gershony, conquistaron la medalla de bronce en dobles, superando a Shota Kawano y Moroishi Mitsuteru de Japón por 6-3, 6-1.